# فیلم گارفیلد
فیلمِ گارفیلد (به انگلیسی: The Garfield Movie) یک فیلم کمدی ماجراجویی پویانمایی آمریکایی محصول ۲۰۲۴ است که بر پایهٔ داستان‌های مصوری به همین نام از جیم دیویس ساخته شده است. این فیلم توسط مارک دینال کارگردانی شده و تهیهٔ آن برعهدهٔ کلمبیا پیکچرز و الکان انترتینمنت است و از سوی گروه سینمایی سونی پیکچرز توزیع شد. کریس پرت در نقش صداپیشگی گارفیلد، در کنار ساموئل ال. جکسون، وینگ ریمز، نیکلاس هولت، هانا وادینگهام و سسیلی استرانگ در این فیلم نقش‌آفرینی می‌کنند.
فیلمِ گارفیلد در ۲۴ مهٔ ۲۰۲۴ به‌وسیلهٔ کلمبیا پیکچرز از طریق گروه سینمایی سونی پیکچرز در ایالات متحده منتشر شد. منتقدان به این فیلم نقدهای منفی دادند؛ اما علی‌رغم نمرات این فیلم موفق به فروش جهانی بیش از ۲۲۰ میلیون دلاری در گیشه جهانی شد.
در سال ۱۴۰۳، این انیمیشن توسط پلتفرم نماوا دوبله اختصاصی شد که با استقبال بسیاری رو به رو شد. تعدادی از این دوبلورها، بازیگران ایرانی چون رامبد جوان، ژاله صامتی، محمدرضا علیمردانی و کامران تفتی بودند.

## صداپیشه‌ها
- کریس پرت در نقش گارفیلد، یک گربهٔ نارنجیِ بدبین و تنبل که عاشق لازانیا است و از روز دوشنبه متنفر است.
- ساموئل ال. جکسون در نقش ویک، پدر گارفیلد.
- وینگ ریمز
- نیکلاس هولت
- هانا وادینگهام
- سسیلی استرانگ

## تولید
در ۲۴ مهٔ ۲۰۱۶، اعلام شد که الکان انترتینمنت یک فیلم انیمیشن پویانمایی رایانه‌ای جدید در مورد فیلمِ گارفیلد را با تهیه‌کنندگی جان کوهن و استیون پی. وگنر بر پایهٔ فیلمنامه‌ای از مارک تورگوو و پل آ. کاپلان توسعه خواهد داد. مارک دینال در ۱۲ نوامبر ۲۰۱۸ به عنوان کارگردان معرفی شد و پیش‌تولید آن از ماه بعد آغاز شد. در اوت ۲۰۱۹، ویاکام حقوق فیلمِ گارفیلد را به دست آورد و وضعیت فیلم در آن زمان نامشخص بود. با این حال، دینال در دسامبر ۲۰۲۰ تأیید کرد که فیلم هنوز در حال تولید است. کریس پرت در ۱ نوامبر ۲۰۲۱ به عنوان صداپیشهٔ شخصیت گارفیلد معرفی شد، و پویانمایی توسط دابل نگتیو، یک استودیوی جلوه‌های بصری و پویانمایی که قبلاً روی پویانمایی ران به اشتباه رفته کار می‌کرد. این استودیو، فیلم را با الکان تولید خواهد کرد و سونی پیکچرز حق پخش جهانی فیلم را به جز چین حفظ خواهد کرد. بعداً اعلام شد که دیوید رینولدز، فیلمنامه‌نویسِ در جستجوی نمو، به فیلمنامه فیلم را خواهد نوشت. دینال و رینولدز قبلاً در فیلم زندگی جدید امپراتور از دیزنی با هم کار کرده بودند. فرانک ولکر، صداپیشه، که از سال ۲۰۰۷ صداپیشگیِ گارفیلد را انجام داده است، از عدم تماس با او برای صداپیشگی این شخصیت ابراز ناامیدی کرد.
در مهٔ ۲۰۲۲، ساموئل ال. جکسون در نقش ویک، پدر گارفیلد، به فیلم پیوست. در اوت همان سال، وینگ ریمز، نیکلاس هولت، هانا وادینگهام و سسیلی استرانگ به بازیگران اضافه شدند.

## انتشار
فیلمِ گارفیلد در ۲۴ مهٔ ۲۰۲۴ در ایالات متحده منتشر شد. پیش از این تاریخ اکران برای ۱۶ فوریه ۲۰۲۴ تعیین شده بود.

## بازخورد
در وبگاه جمع‌آوری نقد راتن تومیتوز، ٪۳۷ از ۹۹ بررسی منتقدان مثبت است و میانگینِ امتیاز آن ۴٫۷/۱۰ است. این فیلم در متاکریتیک که از میانگین وزنی استفاده می‌کند، بر اساس نظر ۲۷ منتقدین امتیاز ۳۰ از ۱۰۰ را کسب کرده که نشان‌گر «نقدهای عموما نامطلوب» است.